# ハンファ
株式会社ハンファ（朝: 한화、英: Hanwha）は、大韓民国（韓国）ソウル特別市に本社を置く化学工業・工作機械メーカー兼貿易会社で、韓国の企業グループの一つであるハンファグループの中核企業。
1952年に、朝鮮火薬共販株式会社の払い下げを受けた元生産部職員の金鍾喜によって韓国火薬株式会社（ハングクファヤク）として設立され、1993年に現社名に変更。

## 概要
産業用火薬や防衛製品を生産する製造中心の「火薬/防衛産業部門」、ヨーロッパ、日本など世界の主要都市に9つの現地法人と17カ所の海外支社を営み輸出入の仲介、輸入内需事業、資源開発、環境・再生可能エネルギーなどに事業領域を拡大している「貿易部門」、工作機械、インフレーター、工場自動化設備などを生産する「機械部門」で構成されている。本来は機械部門の一部として航空油圧部品を製作する航空事業も営んでいたが、系列会社であるハンファ・エアロスペースに譲渡している。